# Gergely Váradi
Gergely Váradi (* 25. Januar 1996 in Budapest) ist ein ungarischer Schauspieler.

## Leben und Karriere
Váradi wurde am 25. Januar 1996 in Budapest geboren. Später wuchs er in Tatabánya auf. Im Alter von 10 Jahren trat er in der Sendung A szecsuáni jólélek auf. Er besuchte die Ady Endre Gimnázium. Danach studierte er an der Universität für Theater und Filmkunst Budapest.
Sein Debüt gab er 2015 in dem Kurzfilm Fekete Kecske. Asnchließend bekam Váradi in dem Film Guerilla eine Hauptrolle. Außerdem war er 2021 in Orlando zu sehen. Im selben Jahr setzte er seine Karriere in Kilakoltatás fort.
Unter anderem wurde Váradi für die Serie A besúgó gecastet. 2023 spielte er in Mesterjátszma die Hauptrolle.

## Filmografie
Filme
- 2015: Fekete Kecske
- 2019: Guerilla
- 2021: Orlando
- 2021: Kilakoltatás
- 2023: Mesterjátszma

Serien
- 2022: A besúgó